# Zjawisko bezzużyciowości
Zjawisko bezzużyciowości, znane również jako zjawisko selektywnego przenoszenia (ang. selective transfer) - zjawisko samorzutnego regenerowania zużytych powierzchni w wyniku wbudowania cząsteczek pochodzących z innych miejsc układu.
Zjawisko bezzużyciowości zostało odkryte przez zespół naukowy pod kierownictwem prof. D.N. Garkunowa w okresie kiedy istniała "żelazna kurtyna”. Za odkrycie to naukowcy z rąk władz radzieckich otrzymali "Dyplom za odkrycie nr 378" natomiast Garkunow w 2006 złoty medal brytyjskiego Institute of Mechanical and Engineering. Podawano, że jako pierwszy na świecie zjawisko wykorzystał w praktyce prof. G.P. Shpenkow, członek Amerykańskiego Stowarzyszenia Trybologów.
W rzeczywistości technologię do użytku praktycznego, receptury opracowali bracia Szopińscy (z Polski) nazwane molekulami GP - patent PL (oferowane przez wiele lat marka Panther P52) Garkunow na podstawie obserwacji zjawisk zachodzących w agregatach chłodniczych zaobserwował, że freon krążąc między wymiennikiem ciepła, a obracającymi się elementami w kompresorze przenosi selektywnie cząsteczki wyrwane z powierzchni roboczych w miejsca zużyte; cząsteczki te na skutek ładowania elektrostatycznego wkomponowują się w elementy pracujące-trące. Zjawisko selektywnego przenoszenia w brzmieniu naukowym polega na wykorzystaniu ładunków elektrycznych, powstających na skutek tarcia i przemieszczających się między powierzchniami trącymi w oleju smarującym, do transportu cząstek wyrwanych z powierzchni. Jeśli ukierunkujemy przepływ jonów do miejsc, skąd zostały wyrwane cząstki powierzchni roboczej, to mamy do czynienia z odbudowaniem w znacznym stopniu uszkodzeń elementów powierzchni trących. Wykorzystanie tego zjawiska polega w praktyce na takim doborze dodatków do oleju, jak również ich stężenia, aby uzyskać największą skuteczność działania. Wspólne działanie elementów systemu doprowadza do rozkładu zawierających miedź i srebro składników w pobliżu powierzchni tarcia, co powoduje ich aktywne uczestnictwo w formowaniu samoodtwarzającej się błony na powierzchni. Tym sposobem, zjawisko selektywnego przenoszenia rozpatruje się jako współdziałanie składników heterogenicznego środowiska. Analiza równań kinetycznych opisujących zachowanie danego środowiska ułatwia podejście do rozwiązania zadań optymalizacji. Do zjawiska bezzużyciowości pretenduje także efekt odbudowy powierzchni trących, obserwowany po użyciu rewitalizantów.